# Soldadura forta

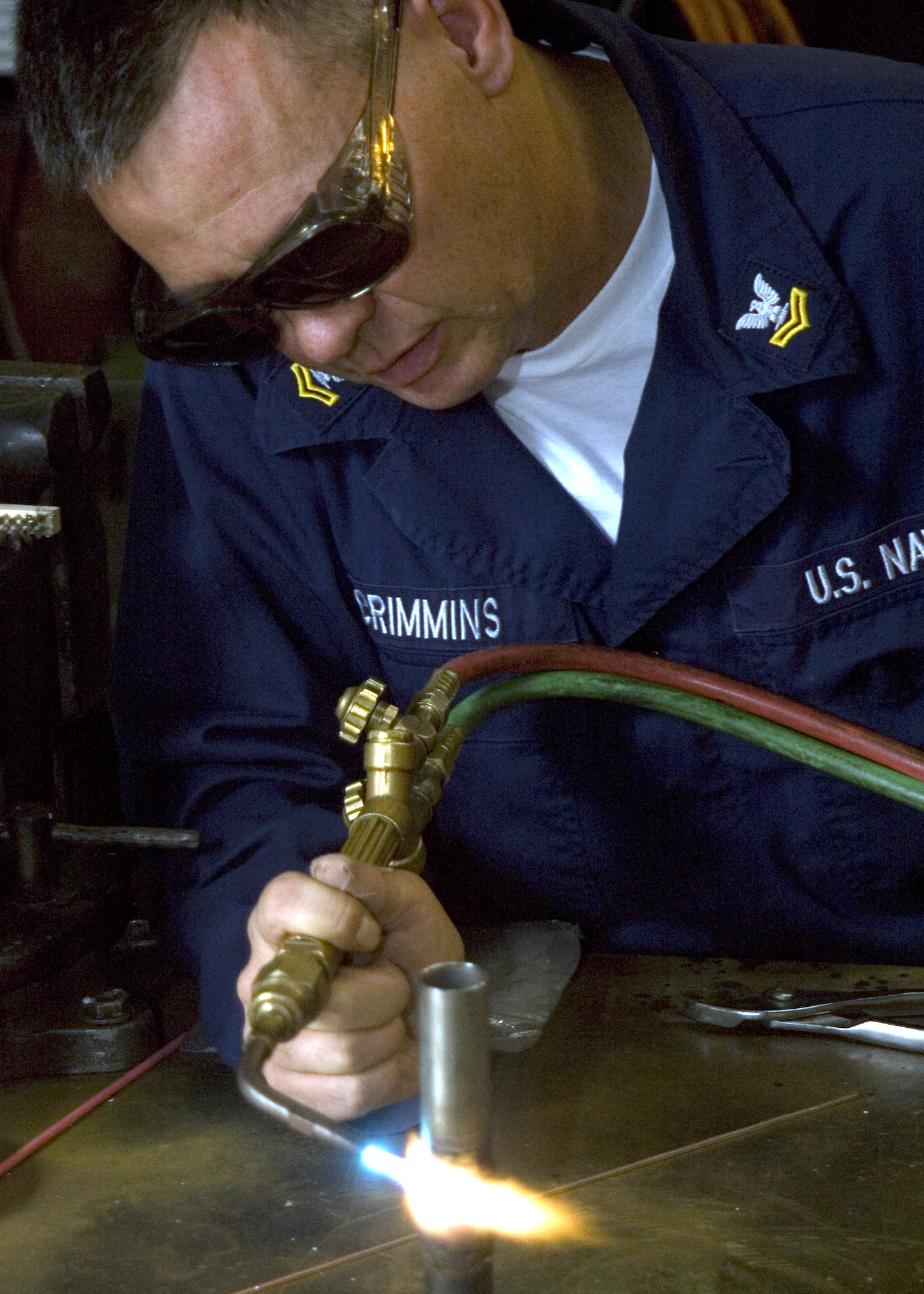
Practicant soldadura forta

La soldadura forta o soldadura groga és una variant de la soldadura oxiacetilènica (o soldadura a gas), un procés que s'assembla a l'utilitzat en la soldadura tova. Els metalls que es volen unir no es fonen; per soldar-los s'utilitza un aliatge d'aportació (llautó, aliatges de plata i d'alumini entre d'altres). és un procés d'unió metalls en s'uneixen mitjançant la fusió i el flux d'un metall d'aportació a la unió, amb el metall d'aportació que té un punt de fusió més baix que el dels metalls que es volen unir.

## Orígens

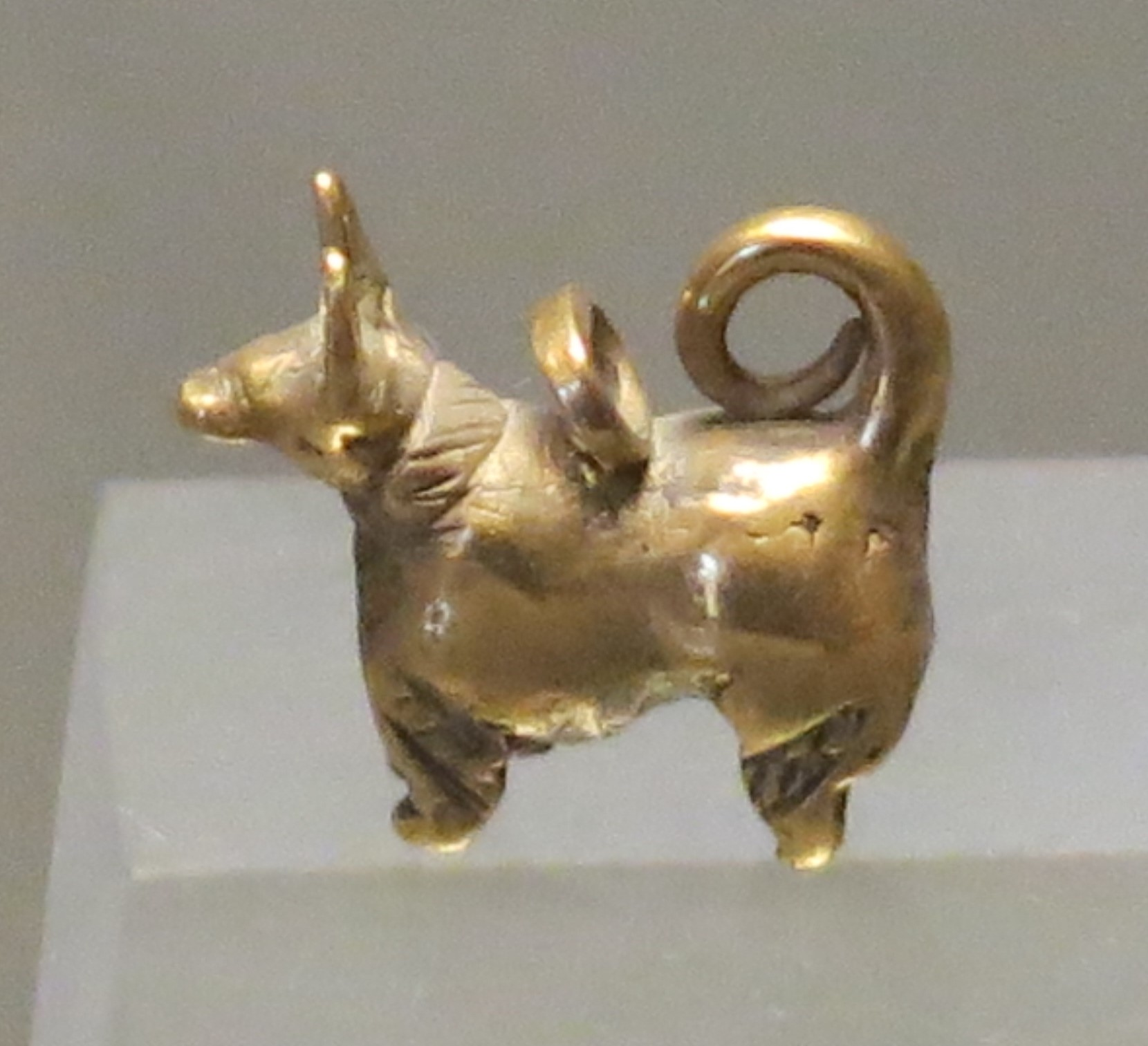
Petit chien à bélière amb argolla soldada.

La soldadura és una tècnica molt antiga que s'ha demostrat que es va utilitzar ja fa 5.000 anys a Mesopotàmia. i probablement fins i tot abans. Es creu que tant la soldadura tova com la soldadura forta es van originar molt aviat en la història del treball del metall, probablement abans del 4000 aC. Els metalls coneguts a l'època, l'or, la plata i el coure, eren processats en objectes de culte o de joieria, utilitzant-se la soldadura com a tècnica de connexió. En l'anomenada soldadura per reacció (o soldadura per difusió), les sals de coure es redueixen a l'atmosfera de CO de la brasa de carbó vegetal i els components de coure produeixen un aliatge soldable quan reaccionen químicament amb or o plata. La mescla eutèctica resultant té un punt de fusió més baix que els metalls purs or, plata i coure. En comparació amb les temperatures de fusió de l'or (1063 °C), plata (961 °C) i coure (aprox. 1100 °C) té un aliatge de 66,5 El % d'or/coure (residual) té un punt de fusió de 889°C. La base era per exemple la sal de coure. El carbonat de coure en forma de malaquita en pols, així com barreges d'alum i mescles d'aglutinants de carbonat de sodi /bicarbonat de sodi s'utilitzen com a "cola".
Les representacions de les antigues tombes egípcies mostren treballadors d'or bufant amb unes canyes davant d'un foc de carbó vegetal. Més tard es va utilitzar la tècnica ara més familiar d'utilitzar un aliatge existent com a addició de soldadura. Entre alguns exemples d'aquest art de la soldadura hi ha: la màscara d'or egípcia de Tutankamon, el penjoll de gos de Susa, un punyal d'or dels sumeris, trobat a Ur a Caldea, a la vora de l'Eufrates (2600 aC. aC), o un collaret d'or etrusc (segle VI aC). BC). Les espases sumèries prop del 3000 aC es van muntar mitjançant soldadura forta.

## Característiques

Soldadura forta: junta solapada en forma de T

La soldadura forta es diferencia de soldadura autògena perquè no implica la fusió de les peces que es volen unir. Durant el procés de soldadura, el metall d'aportació flueix a l'espai entre les peces ajustades per acció capil·lar. El metall d'aportació es porta lleugerament per sobre de la seva temperatura de fusió (estat líquid) mentre està protegit per una atmosfera adequada, generalment mitjançant un fundent. Després flueix sobre el metall base (en un procés conegut com a humectació) i finalment es refreda unint fermament les peces de treball. Un avantatge important de la soldadura forta és la capacitat d'unir metalls iguals o diferents amb una força considerable.

## Procés
La soldadura forta té molts avantatges sobre altres tècniques d'unió de metalls, com ara la soldadura. Com que la soldadura forta no fon els metalls base de la unió, permet un control molt més estricte de les toleràncies i produeix una unió neta sense necessitat d'un acabat secundari. A més a més, es poden soldar metalls i no metalls diferents (és a dir, ceràmica metaŀlitzada). En general, la soldadura forta també produeix menys distorsió tèrmica que la soldadura a causa de l'escalfament uniforme d'una peça soldada. Els conjunts complexos i de diverses parts es poden soldar de manera rendible. Les juntes soldades de vegades han d'estar a ras de terra, una operació secundària costosa que la soldadura forta no requereix perquè produeix una unió neta. Un altre avantatge és que la soldadura es pot revestir o revestir amb finalitats protectores. Finalment, la soldadura forta s'adapta fàcilment a la producció en massa i és fàcil d'automatitzar perquè els paràmetres individuals del procés són menys sensibles a la variació.
Un dels principals desavantatges és la manca de resistència de la junta en comparació amb una junta soldada si el metall d'aportació utilitzat és més feble. És probable que la resistència de la junta soldada sigui menor que la dels metall base, en ser igual a la del metall d'aportació. Un altre desavantatge és que les juntes soldades es poden danyar a altes temperatures de servei. Les juntes soldades requereixen un alt grau de neteja del metall base quan es fan en un entorn industrial. Algunes aplicacions de soldadura forta requereixen l'ús d'agents de flux adequats per controlar la neteja. El color de la junta sovint és diferent del del metall base, creant un desavantatge estètic.
Les juntes soldades d'alta qualitat requereixen que les peces estiguin ben ajustades amb superfícies de metall base excepcionalment netes i lliures d'òxids. En la majoria dels casos, les separacions conjuntes de 0.03 a 0.08 mm (0.0012 a 0.0031 in) es recomanen per a la millor acció capil·lar i força de les articulacions; en algunes operacions de soldadura forta, però, no és estrany que hi hagi espais lliures d'unió al voltant de 0.6 mm (0.024 in). La neteja de les superfícies de soldadura també és important, ja que qualsevol contaminació pot provocar una humitat (flux) deficient. Els dos mètodes principals de neteja de peces, abans de la soldadura, són la neteja química i la neteja abrasiva o mecànica. En el cas de la neteja mecànica és important mantenir la rugositat de la superfície adequada, ja que la humitat en una superfície rugosa es produeix molt més fàcilment que en una superfície llisa de la mateixa geometria.

## Temperatura
Una altra consideració és l'efecte de la temperatura i el temps sobre la qualitat de les unions soldades. A mesura que augmenta la temperatura de l'aliatge de soldadura, també augmenta l'acció d'aliatge i humectació del metall de farciment. En general, la temperatura de soldadura seleccionada ha d'estar per sobre del punt de fusió del metall d'aportació. No obstant això, diversos factors influeixen en la selecció de la temperatura del dissenyador conjunt. La millor temperatura se sol seleccionar per minimitzar la temperatura de soldadura, per minimitzar els efectes de calor sobre el conjunt, per minimitzar la interacció metall d'aportació/metall base o per maximitzar la vida útil de qualsevol accessori o plantilla utilitzada.
En alguns casos, l'operari pot seleccionar una temperatura més alta per adaptar-se a altres factors en el disseny (per exemple, per permetre l'ús d'un metall d'aportació diferent, per controlar els efectes metal·lúrgics, o per eliminar suficientment la contaminació superficial). L'efecte del temps sobre l'articulació soldada afecta principalment fins a quin punt aquests efectes estan presents. En general, però, la majoria dels processos de producció es seleccionen per minimitzar el temps de soldadura i els costos associats. No sempre és així, però, ja que en alguns entorns que no són de producció, el temps i el cost són secundaris a altres atributs (per exemple: força de la unió, aparença).

## Aliatges d'unió
S'utilitzen una varietat d'aliatges com a metalls d'aportació per a la soldadura en funció de l'ús previst o del mètode d'aplicació. En general, els aliatges de soldadura es compon de tres o més metalls per formar un aliatge amb les propietats desitjades. El metall d'aportació per a una aplicació concreta s'escull en funció de la seva capacitat per: mullar els metalls bàsics, suportar les condicions de servei requerides i fondre a una temperatura més baixa que els metalls base o a una temperatura molt específica.
L'aliatge de soldadura està disponible generalment com a vareta, cinta, pols, pasta, crema, filferro i preformes (com ara volanderes estampades). Depenent de l'aplicació, el material de farciment es pot col·locar prèviament a la ubicació desitjada o aplicar-se durant el cicle de calefacció. Per a la soldadura manual, generalment s'utilitzen formes de filferro i vareta, ja que són les més fàcils d'aplicar mentre s'escalfa. En el cas de la soldadura en forn, l'aliatge se sol col·locar prèviament ja que el procés sol ser molt automatitzat. Alguns dels tipus més comuns de metalls o aliatges d'aportació utilitzats són: alumini-silici, coure, coure-plata, coure-zinc (llautó), coure-estany (bronze), or-plata, aliatge de níquel, plata i làmina de soldadura amorfa utilitzant níquel, ferro, coure, silici, bor, fòsfor, etc.
Algunes soldadures es presenten en forma de trifoils, làmines laminades d'un metall portador revestit amb una capa de soldadura a cada costat. El metall central és sovint coure; la seva funció és actuar com a portador de l'aliatge, absorbir les tensions mecàniques degudes, per exemple, a l'expansió tèrmica diferencial de materials diferents (per exemple, una punta de carbur i un suport d'acer), i actuar com a barrera de difusió (per exemple, per aturar la difusió de l'alumini). des del bronze d'alumini fins a l'acer en soldar aquests dos).
Els aliatges de soldadura forta formen diversos grups diferents; els aliatges d'un mateix grup tenen propietats i usos semblants.

## Soldadura amb torxa
La soldadura amb torxa és, amb diferència, el mètode més comú de soldadura mecanitzada que s'utilitza. S'utilitza millor en petits volums de producció o en operacions especialitzades, i en alguns països, representa la majoria de la soldadura que es realitza. Hi ha tres categories principals de soldadura amb torxa en ús: manual, màquina i automàtica.
La soldadura amb torxa manual és un procediment en què la calor s'aplica mitjançant una flama de gas col·locada sobre o prop de la junta que s'està soldant. La torxa es pot subjectar a mà o en una posició fixa segons si l'operació és completament manual o té algun nivell d'automatització. La soldadura forta manual s'utilitza més habitualment en petits volums de producció o en aplicacions on la mida o la configuració de la peça fa que altres mètodes de soldadura siguin impossibles. El principal inconvenient és l'elevat cost laboral associat al mètode, així com l'habilitat de l'operador necessària per obtenir juntes de qualitat. Cal l'ús de flux o material autofluent per evitar l'oxidació. La soldadura amb torxa de coure es pot fer sense l'ús de flux si es solda amb una torxa utilitzant oxigen i hidrogen gas, en lloc d'oxigen i altres gasos inflamables.
La soldadura amb torxa de màquina s'utilitza habitualment quan s'està duent a terme una operació de soldadura repetitiva. Aquest mètode és una combinació d'operacions tant automatitzades com manuals amb un operador que sovint col·loca material de soldadura, flux i peces d'estirament mentre el mecanisme de la màquina realitza la soldadura real. L'avantatge d'aquest mètode és que redueix l'alt requisit de mà d'obra i habilitat de la soldadura manual. L'ús de flux també és necessari per a aquest mètode, ja que no hi ha atmosfera protectora i és el més adequat per a volums de producció petits i mitjans.
La soldadura amb torxa automàtica és un mètode que gairebé elimina la necessitat de mà d'obra en l'operació de soldadura, excepte per a la càrrega i descàrrega de la màquina. Els principals avantatges d'aquest mètode són: una alta taxa de producció, una qualitat de soldadura uniforme i un cost operatiu reduït. L'equip utilitzat és essencialment el mateix que el que s'utilitza per a la soldadura amb bufador a màquina, amb la principal diferència que la maquinària substitueix l'operari en la preparació de la peça.

## Soldadura groga
La soldadura groga és l'ús d'una vareta de farciment de bronze o llautó recoberta de flux per unir peces d'acer. L'equip necessari per a la soldadura soldada és bàsicament idèntic a l'equip utilitzat en la soldadura. Atès que la soldadura soldada sol requerir més calor que la soldadura, s'utilitza habitualment combustible d'acetilè o de gas metilacetilè-propadiè (gas MAPP). El nom prové del fet que no s'utilitza cap acció capil·lar.
La soldadura per soldadura té molts avantatges respecte a la soldadura per fusió. Permet la unió de metalls diferents, la minimització de la distorsió de la calor i pot reduir la necessitat d'un preescalfament extens. A més, com que els metalls units no es fonen en el procés, els components conserven la seva forma original; les vores i els contorns no s'erosionen ni es modifiquen per la formació d'un filet. Un altre efecte de la soldadura soldada és l'eliminació de les tensions emmagatzemades que sovint estan presents en la soldadura per fusió. Això és extremadament important en la reparació de peces de fosa grans. Els inconvenients són la pèrdua de resistència quan es sotmeten a altes temperatures i la incapacitat de suportar tensions elevades.
Les puntes de carbur, cermet i ceràmica es plategen i després s'uneixen a l'acer per fer serres de cinta amb punta. El revestiment actua com un aliatge d'unió

## Soldadura de plata

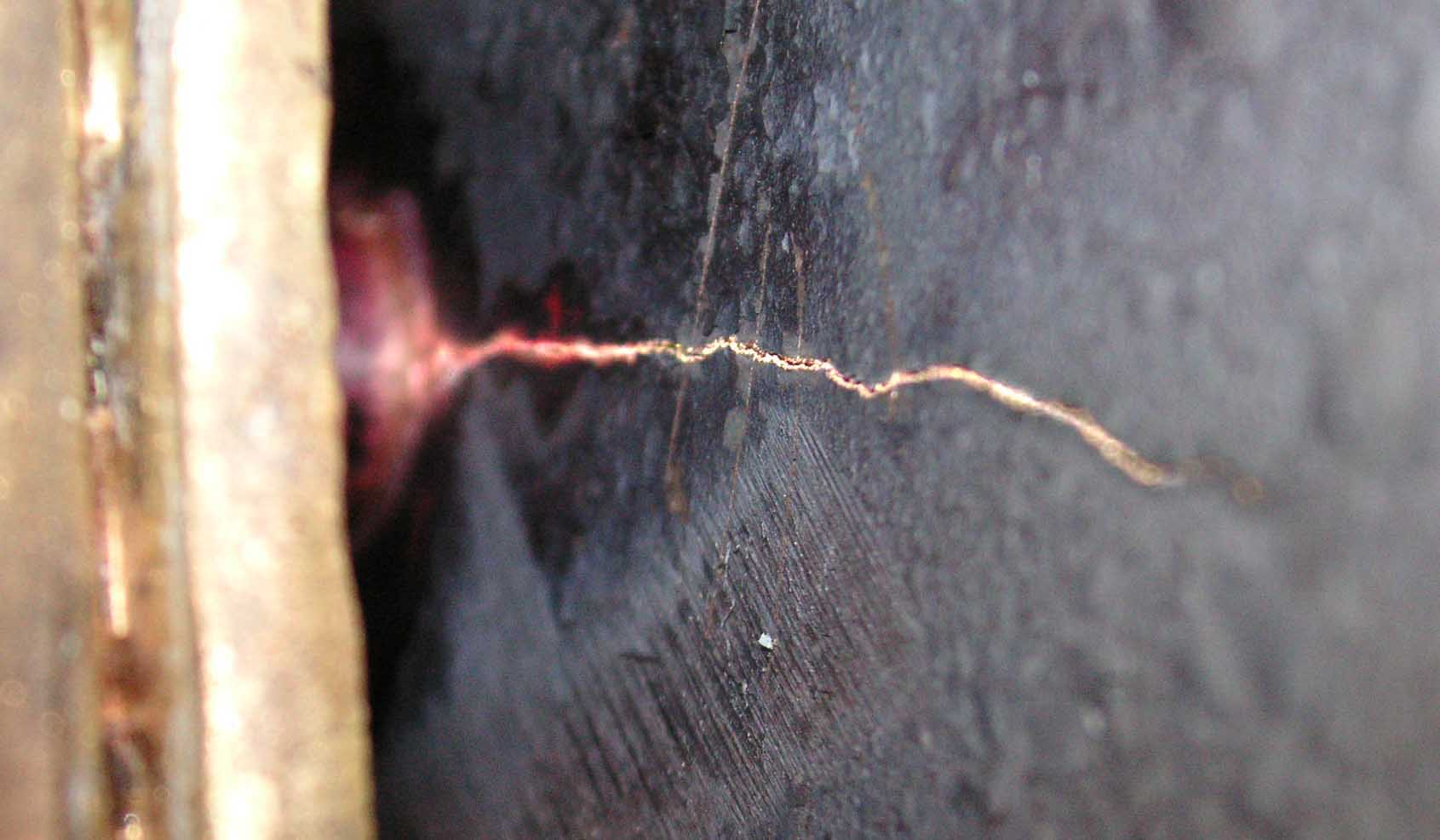
Esquerda a una placa metàl·lica de 90–10 Cu–Ni a causa de les tensions durant la soldadura amb plata

La soldadura de plata, de vegades coneguda com a soldadura dura, és la soldadura amb un farciment a base d'aliatge de plata. Aquests aliatges de plata consisteixen en diferents percentatges de plata i altres metalls, com ara coure, zinc i cadmi. La soldadura forta s'utilitza àmpliament a la indústria d'eines per subjectar puntes de «metall dur» (carbur, ceràmica, cermet i similars) a eines com ara fulles de serra. Sovint es fa pretinning: l'aliatge de soldadura es fon sobre la punta de metall dur, que es col·loca al costat de l'acer i es torna a fondre. El pretinning evita el problema que els metalls durs són difícils de mullar.
L'aliatge de soldadura forta uneix els materials i compensa la diferència en les seves taxes d'expansió. També proporciona un coixí entre la punta de carbur dur i l'acer dur, que suavitza l'impacte i evita la pèrdua i el dany de la punta, de la mateixa manera que la suspensió d'un vehicle ajuda a prevenir danys als pneumàtics i al vehicle. Finalment, l'aliatge de soldadura uneix els altres dos materials per crear una estructura composta, de la mateixa manera que les capes de fusta i cola creen fusta contraxapada. L'estàndard per a la resistència de la junta de soldadura en moltes indústries és una unió que és més resistent que qualsevol dels materials de base, de manera que quan es troba sota estrès, un o un altre dels materials de base falla abans de la junta. La soldadura amb plata pot causar defectes en certs aliatges, per exemple, esquerdes intergranulars induïdes per tensió en coure-níquel.
Hi ha un mètode especial de soldadura de plata anomenat pinbrazing ha estat desenvolupat especialment per a la connexió de cables a la via del tren o per a instal·lacions de protecció catòdica. El mètode utilitza un pin de soldadura que conté plata i flux, que es fon a l'ull d'un terminal de cable. L'equip s'alimenta normalment amb bateries.
La "soldadura dura" o "soldadura de plata" s'utilitza per unir metalls preciosos i semipreciosos com l'or, la plata, el llautó i el coure. La soldadura es descriu normalment com a fàcil, mitjana o dura en referència a la seva temperatura de fusió, no a la força de la unió. La soldadura extra-fàcil conté un 56% de plata i té un punt de fusió de 618 °C (1,145 °F) . La soldadura extradura té un 80% de plata i es fon a 740 °C (1,370 °F) . Si es necessiten diverses juntes, el joier començarà amb soldadura dura o extra dura i canviarà a soldadures de temperatura més baixa per a les juntes posteriors.
La soldadura de plata és absorbida parcialment pel metall circumdant, donant lloc a una unió que és realment més forta que el metall que s'uneix. El metall que s'uneix ha d'estar perfectament enrasat, ja que la soldadura de plata normalment no es pot utilitzar com a farciment i no omplirà els buits.
Una altra diferència entre la soldadura tova i la soldadura de plata és com s'aplica la soldadura. En la soldadura tova, s'utilitzen generalment varetes que es toquen amb els punts a unir mentre s'escalfen. Amb la soldadura de plata, es col·loquen petits trossos de fil de plata al metall abans de l'escalfament. Un flux, sovint fet d'àcid bòric i alcohol desnaturalitzat, s'utilitza per mantenir el metall i la soldadura nets i per evitar que la soldadura es mogui abans que es fongui.
Quan la soldadura de plata es fon, tendeix a fluir cap a la zona de major calor. Els joiers poden controlar una mica la direcció en què es mou la soldadura guiant-la amb una torxa; fins i tot de vegades s'executarà recte per una costura.

## Soldadura d'alumini
Una sèrie de materials de soldadura, principalment aliatges de zinc, s'utilitzen per soldar alumini i aliatges i, en menor mesura, acer i zinc. Aquesta soldadura d'aliatge és similar a una operació de soldadura a baixa temperatura, ja que les característiques mecàniques de la unió són raonablement bones i es pot utilitzar per a reparacions estructurals d'aquests materials.
L' American Welding Society defineix la soldadura forta com l'ús de metalls d'aportació amb punts de fusió superiors a 450 °C (842 °F) o, segons la definició tradicional dels Estats Units, per sobre 800 °F (427 °C) . Els aliatges de soldadura d'alumini generalment tenen temperatures de fusió al voltant 730 °F (388 °C). Aquesta operació de soldadura pot utilitzar una font de calor de la torxa de propà.
Aquests materials sovint s'anuncien com a "soldadura d'alumini", però el procés no implica la fusió del metall base i, per tant, no és pròpiament una soldadura, així que es pot considerar de la família de la soldadura tova.
L'estàndard militar dels Estats Units o l'especificació MIL-SPEC MIL-R-4208 defineix un estàndard per a aquests aliatges de soldadura/soldura a base de zinc. Una sèrie de productes compleixen aquesta especificació. o estàndards de rendiment molt similars.

## Soldadura de ferro colat
La soldadura de ferro colat sol ser una operació de soldadura forta, amb una vareta de farciment feta principalment de níquel, encara que també està disponible la soldadura real amb barres de ferro colat. La canonada de ferro colat dúctil també es pot soldar «amb cadència», un procés que connecta les juntes mitjançant un petit filferro de coure fusionat al ferro quan s'ha mollat prèviament al metall nu, paral·lel a les juntes de ferro que es formen segons el tub de concentració amb una junta de neoprè. segells. El propòsit d'aquesta operació és utilitzar l'electricitat al llarg del coure per mantenir calentes les canonades subterrànies en climes freds.

## Soldadura al forn

Esquema de soldadura del forn

La soldadura al forn és un procés semiautomàtic utilitzat àmpliament en operacions de soldadura industrial a causa de la seva adaptabilitat a la producció en massa i l'ús de mà d'obra no qualificada. Hi ha molts avantatges de la soldadura del forn respecte d'altres mètodes de calefacció que el fan ideal per a la producció en massa. Un dels principals avantatges és la facilitat amb què pot produir un gran nombre de peces petites que es poden muntar fàcilment o que s'auto-posicionen. El procés també ofereix els avantatges d'un cicle de calor controlat (permet l'ús de peces que poden distorsionar-se amb l'escalfament localitzat) i sense necessitat de neteja posterior a la soldadura. Les atmosferes habituals utilitzades inclouen: atmosferes inerts, reductores o de buit, totes elles que protegeixen la peça de l'oxidació. Alguns altres avantatges inclouen: baix cost unitari quan s'utilitza en la producció en massa, un control estret de la temperatura i la capacitat de soldar múltiples juntes alhora. Normalment, els forns s'escalfen amb electricitat, gas o oli segons el tipus de forn i l'aplicació. Tanmateix, alguns dels desavantatges d'aquest mètode inclouen: alt cost d'equips de capital, consideracions de disseny més difícils i alt consum d'energia.

### Tipus de forns
Hi ha tres tipus principals de forns utilitzats en les operacions de soldadura forta: per lots (amb retorta d'atmosfera controlada), continu, i el de buit 
Un forn per lots té uns costos inicials d'equip relativament baixos i pot escalfar cada càrrega parcial per separat. Es pot encendre i apagar a voluntat, la qual cosa redueix les despeses de funcionament quan no s'utilitza. Aquests forns s'adapten a la producció de volum mitjà a gran i ofereixen un gran grau de flexibilitat en el tipus de peces que es poden soldar. Es poden utilitzar atmosferes controlades o flux per controlar l'oxidació i la neteja de les peces.
Els forns de tipus continu són els més adequats per a un flux constant de peces de mida similar a través del forn. Aquests forns solen ser alimentats per transportadors, movent peces a través de la zona calenta a una velocitat controlada. És habitual utilitzar atmosfera controlada o flux pre-aplicat en forns continus. En particular, aquests forns ofereixen el benefici de requeriments de mà d'obra manual molt baixos i, per tant, són els més adequats per a operacions de producció a gran escala.
Els forns de buit són un mètode relativament econòmic de prevenció d'òxids i s'utilitzen més sovint per soldar materials amb òxids molt estables (alumini, titani i zirconi) que no es poden soldar en forns d'atmosfera. La soldadura al buit també s'utilitza molt amb materials refractaris i altres combinacions d'aliatges exòtics no adequades als forns atmosfèrics. A causa de l'absència de flux o d'una atmosfera reductora, la neteja de la peça és crítica quan es solda al buit. Els tres tipus principals de forn de buit són: retorta calenta d'una sola paret, retorta calenta de doble paret i retorta de paret freda. Els nivells de buit típics per a la soldadura van des de pressions d'1,3 a 0,13 pascals (10 −2 a 10 −3 Torr) a 0,00013 Pa (10 −6 Torr) o inferiors. Els forns de buit solen ser de tipus lot i s'adapten a volums de producció mitjans i alts.